# Coris nigrotaenia
Coris nigrotaenia là một loài cá biển thuộc chi Coris trong họ Cá bàng chài. Loài này được mô tả lần đầu tiên vào năm 1995.

## Từ nguyên
Tính từ định danh của loài được ghép bởi hai từ trong tiếng Latinh: nigro ("đen") và taenia ("dải sọc"), hàm ý đề cập đến vệt đen bên dưới gốc vây lưng của cá cái.

## Phạm vi phân bố và môi trường sống
C. nigrotaenia là một loài đặc hữu của vùng biển Oman. C. nigrotaenia sống gần các rạn san hô trên nền đáy cát và đá vụn ở độ sâu đến ít nhất là 20 m.

## Mô tả
C. nigrotaenia có chiều dài cơ thể tối đa được biết đến là 43,5 cm. Cuống đuôi bon tròn. Cá cái có màu vàng sẫm, trắng hơn ở bụng. Các chấm màu xanh lục lam trên vảy ở lưng và thân trên tạo thành các vệt sọc chéo, chuyển thành các hàng sọc ngang ở thân dưới và bụng. Có một vệt đen bên dưới gai vây lưng thứ bảy, tiêu biến dần ở cá đực. Đầu có nhiều vệt sọc màu xanh sáng. Các vây màu nâu da cam lốm đốm các vạch, chấm màu lục xanh. Cá đực sẫm màu lục lam hơn cá cái. Cá con màu nâu sẫm lốm đốm các vệt trắng rải rác trên cơ thể bụng. Đốm đen trên cuống đuôi.
Số gai ở vây lưng: 9; Số tia vây ở vây lưng: 12; Số gai ở vây hậu môn: 3; Số tia vây ở vây hậu môn: 12; Số tia vây ở vây ngực: 13–14.

## Sinh thái học
Thức ăn của C. nigrotaenia có thể là các loài thủy sinh không xương sống nhỏ. Một mẫu vật của loài này đã được thu thập tại chợ cá ở Oman cho thấy rằng, loài này được xem là một loại cá thực phẩm.